# Condado de Buchanan (Misuri)
El condado de Buchanan (en inglés: Buchanan County) es un condado en el estado estadounidense de Misuri. En el censo de 2000 el condado tenía una población de 85.998 habitantes. Forma parte del área metropolitana de Saint Joseph. La sede de condado es Saint Joseph. Cuando fue fundado el 31 de diciembre de 1838 fue nombrado condado de Robert en honor a H. Robert Fowler. Sin embargo, en 1839 se cambió el nombre a Buchanan en honor a James Buchanan, quien en ese entonces era un senador y posteriormente se convertiría en el 15° Presidente de los Estados Unidos.

## Geografía

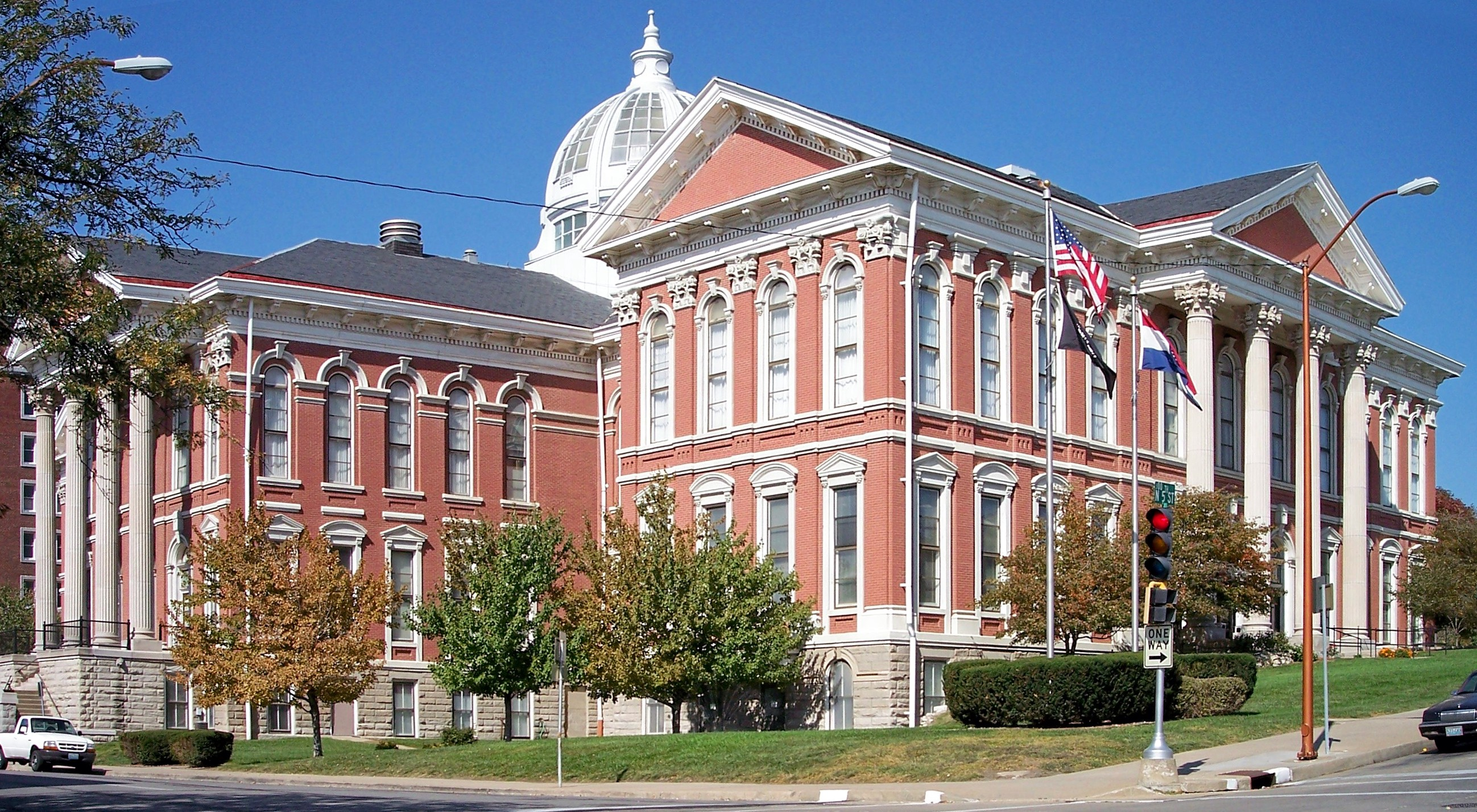
Juzgado del condado de Buchanan en Saint Joseph.

Según la Oficina del Censo, el condado tiene un área total de 1.074 km² (415 sq mi), de la cual 1.061 km² (410 sq mi) es tierra y 13 km² (5 sq mi) (1,17%) es agua.

### Condados adyacentes
- Condado de Andrew (norte)
- Condado de DeKalb (noreste)
- Condado de Clinton (este)
- Condado de Platte (sur)
- Condado de Atchison, Kansas (suroeste)
- Condado de Doniphan, Kansas (noroeste)

## Autopistas importantes
- Interestatal 29
- Interestatal 229
- U.S. Route 36
- U.S. Route 59
- U.S. Route 71
- U.S. Route 169
- Ruta Estatal de Misuri 6
- Ruta Estatal de Misuri 31
- Ruta Estatal de Misuri 116
- Ruta Estatal de Misuri 371

## Demografía
En el  censo de 2000, hubo 85.998 personas, 33.557 hogares y 21.912 familias residiendo en el condado. La densidad poblacional era de 210 personas por milla cuadrada (81/km²). En el 2000 había 36.574 unidades habitacionales en una densidad de 89 por milla cuadrada (34/km²). La demografía del condado era de 92,73% blancos, 4,36% afroamericanos, 0,42% amerindios, 0,45% asiáticos, 0,02% isleños del Pacífico, 0,65% de otras razas y 1,37% de dos o más razas. 2,43% de la población era de origen hispano o latino de cualquier raza. 
La renta promedio para un hogar del condado era de $34.704 y el ingreso promedio para una familia era de $42.408. En 2000 los hombres tenían un ingreso medio de $31.697 versus $21.827 para las mujeres. La renta per cápita para el condado era de $17.882 y el 12,20% de la población estaba bajo el umbral de pobreza nacional.

## Ciudades y pueblos
| - Agency - De Kalb - Dearborn | - Easton - Faucett - Gower | - Lewis and Clark Village - Rushville | - Saint Joseph - Wallace |

### Municipìos
- Municipio de Agency
- Municipio de Bloomington
- Municipio de Center
- Municipio de Crawford
- Municipio de Jackson
- Municipio de Lake
- Municipio de Marion
- Municipio de Platte
- Municipio de Rush
- Municipio de Tremont
- Municipio de Washington
- Municipio de Wayne